# Анетовская культура
Анетовская культура — археологическая культура времён позднего палеолита, существовавшая 22—10 тыс. лет тому назад.

## Область распространения
Область распространения — Степное Побужье, севернее белолесской культуры. Наиболее выразительные археологические памятники — поселения Анетовка I и Анетовка II близ села Анетовка в Николаевской области. Культуру исследовал советский археолог В. Станко. Из Анетовки II известна палеоантропологическая находка фрагмента черепа человека.
Генезис анетовской культуры связан с ассимиляцией местными культурами раннего этапа позднего палеолита пришельцев из центрально-европейских культур (граветтская культура).

## Инвентарь
Хозяйственно-бытовые комплексы представлены скоплением кремнёвого и костяного инвентаря, останками фауны, камнями-наковальнями, обломками охры, древесным углём и др. Среди орудий труда преобладают кремнёвые резцы, скребки, разнообразные микропластинки с ретушью и др. В Анетовке II представлен выразительный комплекс орудий из кости и рога — наконечники копий, лощила, проколки, острия и др.

## Хозяйство
Экономика носителей анетовской культуры базировалась на охоте на зубра. Охотились также и на других животных — диких лошадей, северных оленей, сайгаков, волков и др., а также собирательством. Охотились при помощи лука и копий. Жили первобытными общинами по 3—50 человек.
В Анетовке II исследован ритуальный охотничий комплекс.

## Упадок и потомки
Население анетовской культуры приняло участие в формировании кукрекской культуры эпохи мезолита.